# Ortodonico
Ortodonico è una frazione collinare del comune di Montecorice, un tempo sede comunale. Sorge sulla strada che partendo da Agnone Cilento, porta a Perdifumo.

## Storia
Il nome di Ortodonico compare in alcuni antichi manoscritti relativi ai primi anni dell'anno 1000 d.C., ma vi sono stati dei ritrovamenti dell'età bronzea e di epoca romana custoditi presso l'antiquarium comunale di Agropoli. Divenuto dogana sotto i Normanni, Ortodonico, chiamato dai romani Ortodopnicus e nel Medioevo Ortodominici, deve il suo nome ai numerosi orti, giardini e dall'abbondanza di acqua presente, letteralmente il nome significa "Orto del Signore" . Nel 1927 per scelta dell'allora Podestà G.Piccirilli, la sede del Comune venne spostata nella frazione di Montecorice; solo in seguito, nel 1929, fu autorizzato il suo spostamento (vari documenti dimostrano l'avvenimento) e, dopo il 2 giugno 1930, per cause sconosciute, divenne Comune con un R.R. che recita: «...è autorizzato il Comune di Ortodonico a modificare la propria denominazione in Montecorice» (In tanti ancora si chiedono la motivazione della modifica del nome, all'epoca questi avvenimenti furono inutilmente contestati) ampia documentazione sulla vicenda è custodita presso l'archivio di Stato di Salerno. Il paese di Ortodonico, Marchesato dei Genoino di Cava dei Tirreni per molto tempo, ha vissuto un continuo e progressivo spopolamento, che continua ancora oggi e che ha ridotto gli abitanti a circa  250 persone.

## Descrizione
Il paese ha un  centro storico  rimasto quasi intatto dagli effetti della "modernizzazione" che invece ha caratterizzato lo sviluppo della parte alta del paese. Vi sono due palazzi gentilizi e una splendida torre medievale, la chiesa di S.Antonio Abate che presenta un caratteristico campanile a vela, il museo della civiltà contadina, dov'è possibile visitare un antico frantoio e diversi oggetti legati alla vita rurale di una volta. Dal 2014, grazie ad un   progetto della Pro Loco,  vi si trova la sede del Laboratorio di liuteria intitolato "Fratelli De Luccia" in onore dei famosi  liutai di Casigliano, diretto da  Alfonso Toscano liutaio, discendente diretto dei De Luccia.
La popolazione contadina  vi fondò, insieme alle altre frazioni di Cosentinorum e Zopporum (oggi Cosentini e Zoppi) l'agglomerato della Socia "Chiòva", con finalità di mutua assistenza; a questo primo agglomerato si aggiunse poi il paese di Fornelli.
Tra le famiglie più antiche, presenti da oltre 500 anni, nel paese vi sono gli Amoresano, i Funicello, i Lembo, i Meola, i Chiariello e i Maffia.